# ゲゲゲの鬼太郎SP
ゲゲゲの鬼太郎SP（ -きたろうえすぴー）は2000年にサミーが発売したパチスロ機。『ゲゲゲの鬼太郎』（サミー）の後継機で、パチスロ初のAT機能が搭載された。
『ゲゲゲの鬼太郎』の後を受けた『ゲゲゲの鬼太郎SP』は、8ラインは採用せずに5ラインに戻したものの、BIG終了後1/2で突入するAT（アシストタイム）機能が初めて搭載された。
ATは通常は1/3の確率でしか正解にならない、つまり揃わない9枚役である「7・下駄・下駄」（7の色が三色）の7の色を、サイドランプで指示することによってすべて取ることができるようになっている。BIG終了後に鬼太郎と敵妖怪のバトルがあり、勝利するとサイドランプの「WIN」が点灯して100GのATに突入する。終了条件は100G完走もしくはBIGフラグ成立で、REGの場合は残りのATをREG終了後に消化できた。
このATの方法は後に『獣王』へ発展していった。

## ボーナス確率・機械割
| 設定 | BIG   | REG   | 機械割 |
| ---- | ----- | ----- | ------ |
| 1    | 1/350 | 1/648 | 94.8%  |
| 2    | 1/329 | 1/595 | 97.5%  |
| 3    | 1/309 | 1/565 | 99.8%  |
| 4    | 1/290 | 1/550 | 103.1% |
| 5    | 1/275 | 1/496 | 108.0% |
| 6    | 1/238 | 1/399 | 119.0% |

※メーカー発表の数値